# Baiões
Baiões era una freguesia portuguesa del municipio de São Pedro do Sul, distrito de Viseu.

## Geografía
Situada a unos 4 km al oeste de la villa capital del concelho, Baiões, documentada ya en 1258, era una de las freguesias de menor extensión de São Pedro do Sul, aunque también de las más densamente pobladas, contando con varios núcleos de población, entre ellos Costeiras, Lágea, Outeiro, Quinta Nova, Seara, Segadães, Paço, Vila Nova y Burgueta. 

## Historia
Fue suprimida el 28 de enero de 2013, en aplicación de una resolución de la Asamblea de la República portuguesa promulgada el 16 de enero de 2013 al unirse con las freguesias de São Pedro do Sul y Várzea, formando la nueva freguesia de São Pedro do Sul, Várzea e Baiões.

## Patrimonio
En el patrimonio histórico-artístico de la antigua freguesia destaca el castro de Nossa Senhora da Guia, de la Edad del Bronce, en cuyo recinto se levanta la modesta capilla y atrio del mismo nombre, cuya construcción actual es del siglo XVII y que alberga una imagen de la advocación titular, en madera estofada, del siglo XV.